# Char Margolis
Char Margolis (Detroit, 21 augustus 1951) is een zelfbenoemd Amerikaans paranormaal medium en auteur.

## Loopbaan
Char claimt te kunnen communiceren met overledenen. Tijdens readings vertelt ze cliënten welke gestorven dierbaren zich aan haar tonen, vaak door het noemen van (begin)letters uit hun namen die vervolgens door de cliënt aan een persoon worden gekoppeld. 
Vanaf de jaren 1980 verscheen ze in Amerikaanse en Canadese televisieprogramma's. Char was later te gast in talkshows van Ricki Lake, Larry King en Regis Philbin. Ze claimt onder anderen Miles Davis, Blake Edwards en Shirley MacLaine als cliënt te hebben gehad. Ook zou ze geholpen hebben bij politieonderzoek.
Het televisieprogramma Char werd in Nederland van 2002 tot 2010 uitgezonden door RTL 4. Chazia Mourali functioneerde tot 2007 als presentatrice, waarna Sylvana Simons haar opvolgde. In Vlaanderen werd er een Vlaamse versie uitgezonden door Vitaya. Char gaf in deze programma's readings aan gasten, waarbij ze boodschappen doorgaf die volgens haar werden meegedeeld vanuit een werkelijkheid na de dood.
Critici stellen dat iedereen met behulp van giswerk en het opvangen van subtiele aanwijzingen – een techniek die bekendstaat als cold reading – soortgelijke informatie kan verkrijgen. Volgens Henk Westbroek, die te gast was in haar programma, maakt ze daarnaast gebruik van hot reading: ze gebruikt informatie die ze via een voorgesprek door assistenten en internetonderzoek achterhaalt.

## Onderzoek van Zembla
Op 23 maart 2008 besteedde het Nederlandse televisieprogramma Zembla een uitzending aan Char Margolis, getiteld De trucs van Char, het medium. De documentaire onderzocht zowel de technieken van Margolis als de manier waarop haar zogenoemde 'readings' uiteindelijk op televisie werden gepresenteerd.
Meerdere personen die een sessie met Char hadden meegemaakt kwamen aan het woord. Zij gaven aan nauwelijks tot niet overtuigd te zijn van haar gaven. Margolis stelde volgens hen veel vragen, bleef vaag en maakte feitelijke fouten. Bovendien werd in de RTL 4-uitzending volgens hen een misleidend beeld geschetst, doordat veel missers eruit waren geknipt. Een man verklaarde zelfs dat zijn gehele, moeizame reading was verwijderd uit de uitzending.
Daarnaast gaf skepticus James Randi een minuut-voor-minuut-analyse van een opname. Hij wees op fouten waar snel overheen werd gepraat en benadrukte dat vrijwel alle concrete informatie afkomstig was van de cliënten zelf, vaak pas na een reeks vragen van Char. Ook werd in Zembla vermeld dat Char claimde in 1987 te hebben geholpen bij het opsporen van het vliegtuigwrak waarin een zoon van Dean Martin was omgekomen. De leider van het opsporingsteam ontkende dit.
Char reageerde in de media door te stellen dat critici altijd andere waarheden zoeken voor het onverklaarbare en dat mensen recht hebben op een andere mening.

## Boeken
- Questions from Earth, Answers from Heaven (1999)
- Life A Spiritual Intuitive's Collection of Inspirational Thoughts (2004)
- Discover Your Inner Wisdom: Using Intuition, Logic, and Common Sense to Make Your Best Choices (2008)
- Love Karma: Use Your Intuition to Find, Create, and Nurture Love in Your Life (2012)
- The Universe Is Calling You (2020)
- You Are Psychic (2022)